# Bruce David Hales
Bruce David Hales (* 13. März 1953 in Sydney, Australien) ist ein australischer Geschäftsmann und seit 2002 Leiter der Raven-Brüder (heute Plymouth Brethren Christian Church).

## Leben
Bruce D. Hales ist der dritte Sohn von John Stephen Hales, der die Raven-Brüder von 1987 bis 2002 leitete. Er ist verheiratet mit Jenny Greene und Inhaber eines Geschäfts für Bürobedarf.
Bereits zu Lebzeiten seines Vaters wurde Bruce Hales von ihm inoffiziell zu seinem Nachfolger bestimmt; in den letzten Lebensjahren seines Vaters fungierte er als eine Art Sekretär. Wenige Wochen nach dem Tod von John Hales wurde Bruce von den Raven-Brüdern allgemein als neuer „Mann Gottes“ anerkannt.
Neben der Fortsetzung verschiedener Bestrebungen seines Vaters – z. B. der Gründung von Privatschulen – führte Bruce Hales eine Reihe von Neuerungen ein. So startete er eine „The Review“ genannte Initiative, ehemalige Gemeindeglieder systematisch zu besuchen, um sie für die Raven-Brüder zurückzugewinnen. Außerdem forderte er eine Reduzierung der Gemeindegröße auf höchstens 200 Personen; größere Gemeinden mussten sich auf mehrere Gruppen aufteilen. Die größte von Bruce Hales veranlasste Veränderung liegt wohl in der Aufgabe der politischen Abstinenz: Auch wenn die Raven-Brüder nach wie vor nicht wählen, unterstützten sie bei mehreren Wahlen in Australien, Neuseeland und den USA konservative Kandidaten mit erheblichen Finanzmitteln und Flugblättern.
Wie bei seinen Vorgängern werden sämtliche Vorträge und Konferenzen von Bruce Hales aufgenommen, transkribiert und in einer Reihe von Büchern veröffentlicht.